# The System Has Failed
The System Has Failed – wydany w roku 2004 przez Sanctuary Records dziesiąty studyjny album amerykańskiej grupy metalowej Megadeth; pierwszy album po reaktywacji zespołu i pierwszy (z trzech) bez udziału basisty Davida Ellefsona.

## Twórcy
- Dave Mustaine – śpiew, gitara rytmiczna, gitara prowadząca, producent
- Jeff Balding – producent, inżynier dźwięku, miksowanie albumu
- Adam Ayan – mastering albumu
- Mike Learn – okładka albumu

Muzycy sesyjni
- Chris Poland – gitara prowadząca (na wszystkich utworach z wyjątkiem I Know Jack)
- Jimmy Sloas – gitara basowa
- Vinnie Colaiuta – perkusja
- Tim Akers, Charlie Judge – keyboard
- Eric Darken – instrumenty perkusyjne
- Chris Rodriguez – chórki

Bonusowy utwór Strange Ways
- Marty Friedman – gitara rytmiczna, gitara prowadząca
- David Ellefson – gitara basowa
- Nick Menza – perkusja

## Lista utworów
1. „Blackmail the Universe” – 4:33
2. „Die Dead Enough” – 4:18
3. „Kick the Chair” – 3:57
4. „The Scorpion” – 5:59
5. „Tears in a Vial” – 5:22
6. „I Know Jack” – 0:40
7. „Back in the Day” – 3:28
8. „Something That I’m Not” – 5:07
9. „Truth Be Told” – 5:40
10. „Of Mice and Men” – 4:05
11. „Shadow of Deth” – 2:15
12. „My Kingdom” – 3:04
13. „Strange Ways” (BestBuy Bonus Track) – 3:13

## Pozycje na listach
| Lista | Kraj   | Pozycja |
| ----- | ------ | ------- |
| OLiS  | Polska | 44      |